# Mamed Rza Vekilov
Mamed Rza Vekilov (en azerí: Vəkilov Məmmədrza ağa Mənsur ağa oğlu) es el fundador de la asistencia médica gratuita en Azerbaiyán.

## Biografía
Mamed Rza Vekilov nació en el año de 1864 en el pueblo de Salakhlí de Gazakh de Azerbaiyán. Él ingresó en el colegio de Tiflis en 1876. En el año de 1887 Mamed Rza ingresó en la facultad médica de la Universidad de Járkov en Ucrania. Mamed Rza regresó a Tiflis en 1893.

### Carrera
Él trabajaba como médico en el Hospital Mikhailovskaya de Tiflis. Tras de tres años de trabajo en Tiflis, en 1896, Mamed Rza fue nombrado médico en la zona ferroviaria durante la construcción de la línea ferroviaria de Tiflis-Kars. En 1898 él fue nombrado director del Hospital Ferroviario. Después de la finalización de la construcción de la línea ferroviaria Mamed Rza fue trasladado a Bakú.
En 1901, en Bakú fueron abiertos dos puestos de trabajo de médico a tiempo completo para prestar la asistencia a domicilio, para uno de los que fue nombrado a Mamed Rza.
Después de prestar la asistencia a domicilio Mamed Rza comenzó a pensar sobre la posibilidad de crear un sistema de hospitales para trabajadores. Al primero, con la participación directa del mismo Mamed Rza fueron organizados seis hospitales gratuitos con un solo médico en cada. Mamed Rza dirigió uno de estos hospitales en Bakú. Un poco después el número de hospitales llegó hasta 10.
En el año de 1900 Mamed Rza Vekilov fue elegido miembro en la Sociedad de Médicos del Cáucaso. En 1902 Mamed Rza encabezó el grupo médico llegado a Shamají para la asistencia médica a las personas afectadas por el terremoto.
El 20 de enero de 1907, Mamed Rza y su hermano Mekhti Aga inauguraron el primer instituto femenino ruso-musulmán del Cáucaso Sur en el pueblo de Salakhlí de Gazakh.
En 1918, en la República Democrática de Azerbaiyán, Mamed Rza Vekilov el miembro del Partido Musavat fue elegido al Parlamento.
Mamed Rza Vekilov murió en 1944 en Bakú.